# テオドール・スヴェドベリ
テオドール・スヴェドベリ（Theodor Svedberg, 1884年8月30日 – 1971年2月26日）は、スウェーデン王国ヴァルボ出身の化学者。1912年ウプサラ大学の化学科の教授に就任した。1926年にノーベル化学賞を受賞した。
主としてコロイド溶液、特にタンパク質などの高分子のコロイド溶液の性質に関する研究を行った。その研究を通じ、遠心分離によるタンパク質の分子量の測定を行っている。これらの分散系の研究に対し、1926年、ノーベル化学賞を受賞した。
彼の功績をたたえ、沈降係数の単位にスヴェドベリの名が与えられた。

## 著作
- 田中実訳『物質観の歴史 化学史を中心として』白水社科学選書、1942年。